# Бенская, Раиса Семеновна
Раиса Семеновна Бенская (1901―1984) ― советская бурятская театральная актриса, Заслуженная артистка Бурят-Монгольской АССР (1954), Народная артистка Бурятской АССР (1970), актриса Русского драматического театра имени Н. А. Бестужева в Улан-Удэ (1953―1978).

## Биография
Родилась 13 сентября 1901 года в городе Константиноград, Харьковская губерния, Российская империя.
Первым её учителем в актёрском мастерстве был знаменитый антрепренёр, один из самых передовых режиссёров конца XIX века, будущий Народный артист РСФСР Николай Николаевич Синельников, который прививал своим ученикам высокую сценическую культуру.
Раиса Бенская получала именную стипендию имени Веры Комиссаржевской. Но продолжить свое актёрское образование ей помешала гражданская война. После войны Раиса Бенская стала служить в московской художественно-театральной мастерской «Мастбар», созданной русской актрисой театра и кино Верой Барановской.
Её работу в этой мастерской высоко оценил драматург Алексей Арбузов, когда она сыграла в Туле роль врача в его  пьесе «Таня».
В 1953 году Раиса Бельская переезжает в Улан-Удэ.

«Законы сцены — это законы правды!» — таков был девиз или творческое кредо Раисы Семёновны уже до её приезда в 1953 году в Улан-Удэ. И с этим девизом она прожила в Бурятии многие годы, талантливо сыграв во всех спектаклях Государственного русского драматического театра имени Николая Бестужева.— 
На сцене этого театра Бенская сыграла более ста с лишним ролей. Образы, созданных ею, отмечали коллеги, критики и зрители тех лет. Среди них Агафонова в спектакле «В сиреневом саду» Цезаря Солодаря, госпожа Пернель в «Тартюфе» Ж-Б. Мольера, Линда в «Краже» Джека Лондона, Малютина в «Персональном деле» Александра Штейна.
А за роль Екатерины Ивановны Лагутиной в пьесе А. Афиногенова «Мать своих детей» она была удостоена звания Заслуженной артистки Бурятской АССР в 1970 году.
Были ещё роли Пылжит в «Клятве» Цырена Шагжина, мать в спектакле «Слава» В. Гусева, Лущилиха в пьесе Н. Провоторова «Цыган», Люси Купер в «Уступи место завтрашнему дню» В. Дельмара, Мария Львовна Полежаева в спектакле «Профессор Полежаев» Л. Рахманова, эпизодические роли — старуха-кликуша в «Угрюм-реке», Марина в «Сонете Петрарки» и многие другие.
За участие в спектаклях «Сквозь грозы» И. Кычакова и «Василиса Мелентьева» Александра Островского, показанных в 1959 году на II Декаде литературы и искусства Бурятии в Москве, Раиса Бенская была награждена Почетной грамотой Верховного Совета РСФСР.
Помимо работы в театре Бенская преподавала актёрское мастерство в Улан-Удэнском культурно-просветительном училище.
Вот как отозвалась о ней Народная артистка России Галина Дмитриевна Шелкова:

«Она была чудесный человек, при всей своей строгости. Требовательность её была уникальной. Вместе с тем она была больше, чем старший товарищ».— 
Умерла 21 октября 1984 года в Улан-Удэ.

## Театральные роли
- Агафонова («В сиреневом саду» Ц. Солодаря)
- Госпожа Пернель («Тартюф» Ж.-Б. Мольера)
- Юле-Юле («Порт-Артур» И. Попова и А. Степанова)
- Линда («Кража» Дж. Лондона)
- Малютина («Персональное дело» А. Штейна)
- Екатерина Ивановна Лагутина («Мать своих детей» А. Афиногенова)
- Пэлжит («Клятва» Ц. Шагжина)
- Мать («Слава» В. Гусева)
- Лущилиха («Цыган» Н. Проворотова)
- Люси Купер («Уступи место завтрашнему дню» В. Дельмара)
- Мария Львовна Полежаева («Профессор Полежаев» Л. Рахманова)
- Старуха–кликуша («Угрюм-река»)
- Марина («Сонет Петрарки»)
- «Сквозь грозы» И. Кычакова
- «Василиса Мелентьева» А. Островского